# Grzegorz Barański
Grzegorz Barański znany również jako Dakann (ur. 24 maja 1987 w Warszawie) – polski youtuber i osobowość internetowa, autor filmów krótkometrażowych i scenarzysta.

## Życiorys
Jest absolwentem Wyższej Szkoły Komunikowania i Mediów Społecznych im. Jerzego Giedroycia w Warszawie. 
W 2022 ukazał się jego audiobook dla dzieci pt. Pan Bałwan i chłopiec w żółtej czapce.

### Działalność internetowa
W 2005 roku zaczął kręcić pierwsze amatorskie filmiki i publikować je w Internecie. Rozpoznawalność przyniósł mu opublikowany w serwisie YouTube (pierwotnie w Google Video) – film pt. Piątek oraz prowadzony tam od 2009 kanał. Jako scenarzysta programów i formatów internetowych współtworzył między innymi kanały Czarne Owce Show, Waksy, Holocron, Ponki, Tylko Kino, PIĄTEK - the series  oraz Piątek - serial oryginalny.
W 2015 roku był nominowany do Grand Video Awards w kategorii Lifestyle za film pt. Dakann schudnie!?, zaś w 2019 roku w kategorii Publicystka/wideorozmowa za film pt. Dorosłość oraz w kategorii Rozrywka i komedia za film pt. Komunikacja miejska - stan umysłu. W 2020 roku został wraz Łukaszem Skalikiem laureatem Grand Video Awards w kategorii Gaming za film pt. Powrót do przeszłości. W tym samym roku był też nominowany z Łukaszem Skalikiem w kategorii Publicystyka/wideorozmowa za film pt. Życie na kółkach. W 2022 roku był natomiast nominowany wraz z Tomaszem Orełem i Łukaszem Skalikiem do Grand Video Awards w kategorii Kultura/sztuka za film pt. Na przystanku.
Jest też zdobywcą pięciu srebrnych i jednego złotego przycisku w serwisie YouTube.